# Костел Святої Трійці (Любомль)
Косте́л Свято́ї Трі́йці — парафіяльний римо-католицький храм у місті Любомлі Волинської області України, найдавніша (серед збережених до нашого часу) римо-католицька культова споруда на Волині. Костел належить до Луцького деканату Луцької дієцезії Римо-Католицької Церкви в Україні.
Перший костел у Любомлі був дерев'яним, збудував його король Владислав II Ягайло у 1409 році на честь Святої Трійці. Вже в 1412 році замість дерев'яного Ягайло збудував новий мурований Троїцький костел в готичному стилі. Костел неодноразово горів та перебудовувався. З 18 століття храм набув барокового вигляду і більше не перебудовувався, лише періодично проводились ремонти. Найбільших втрат костел зазнав у 1945-1980-тих роках. Протягом цього періоду було викрадено мідну бляху з покрівлі, розграбовано всі захоронення у підземеллі храму, розібрано бабинець і бічну каплицю, прибудовану до 500-річчя костелу, знищено фреску з розп'яттям у ніші на зовнішній стороні вівтаря. Усі книги та документація були спалені. Орган та вівтар були розбиті і знищені. Богослужіння відновлені з 1992 року.
Храм, споруджений у 1412 році, та дзвіниця, збудована у 1764 році, є пам'ятками архітектури та містобудування національного значення. Охоронний номер у комплексі № 133/0, охоронний номер костелу № 133/1, дзвіниці № 133/2.

## Історія костелу

### 15—17 століття

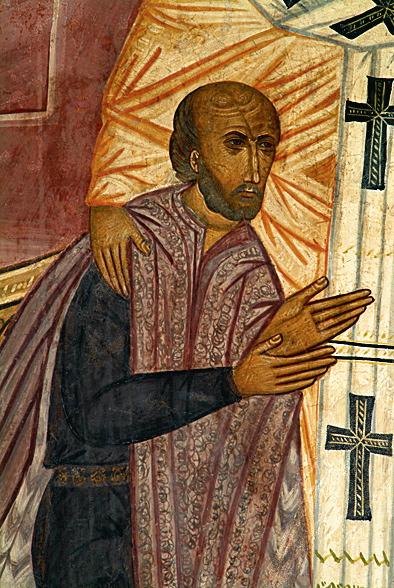
Владислав II Ягайло, замовник будівництва костелу. Фреска з люблінської каплиці Пресвятої Трійці. 1418 рік

Спорудження костелу пов'язане з польським королем Владиславом II Ягайлом, який неодноразово відвідував Любомль. Територія навколо міста була оточена великими лісовими пущами, де король часто проводив своє дозвілля, полюючи на звірину. У 1409 році він побудував тут дерев'яний парафіяльний костел Святої Трійці для місцевих католиків. Описуючи період підготовки війни Польщі з Тевтонським орденом хрестоносців, польський історик Ян Длугош детально інформує у своїх працях про приїзди польського короля в Любомль і дає першу згадку про побудову костелу в місті Любомль. Він відзначає, що:
| | \| Прибувши через Кам'янець, Кобрин і Ляски в Холмську землю свого королівства 25 грудня 1409 року, в день Різдва Христового, він проводить в Любомлі, де споруджує всього за один день дерев'яний парафіяльний костел для проживаючих там католиків, забезпечує його привілеями і доручає освятити його Григорію, єпископу Володимирському і Луцькому, брату ордена проповідників... \| |
| Прибувши через Кам'янець, Кобрин і Ляски в Холмську землю свого королівства 25 грудня 1409 року, в день Різдва Христового, він проводить в Любомлі, де споруджує всього за один день дерев'яний парафіяльний костел для проживаючих там католиків, забезпечує його привілеями і доручає освятити його Григорію, єпископу Володимирському і Луцькому, брату ордена проповідників... | |

У 1412 році замість дерев'яного король Ягайло збудував новий мурований костел в готичному стилі під тою ж назвою Святої Трійці. Храм був збудований на невеликому пагорбі у північній частині укріпленого міста. На північ від нього майже одразу починався оборонний вал і рів. Костел був розрахований і для оборони міста, про що свідчать два круглі вікна на північній стіні. До нас не дійшли відомості про тих, хто будував храм, відомо лише з літописів, що знаним у ті часи був Гайль — маляр і священик одночасно. Він виконував замовлення короля Владислава II Ягайла. Можливо, він і був тим майстром, який прикрашав костел.
Як фундатор костелу Ягайло у 1412 році наділив його своїми привілеями. Ще через два роки в Красноставі 16 серпня 1414 року король надав любомльському костелу додаткові пожалування на утримання плебана, слуг костельних та інші потреби навічно.
У 1552 році храм був освячений холмським єпископом Якубом Уханьським.
Прибутки любомльського костелу і його плебана польський король Сигізмунд III пізніше підвищив своїм привілеєм, даним у Варшаві 20 серпня 1599 року. У цьому привілеї згадується і шпиталь, який здавна існував при храмі.

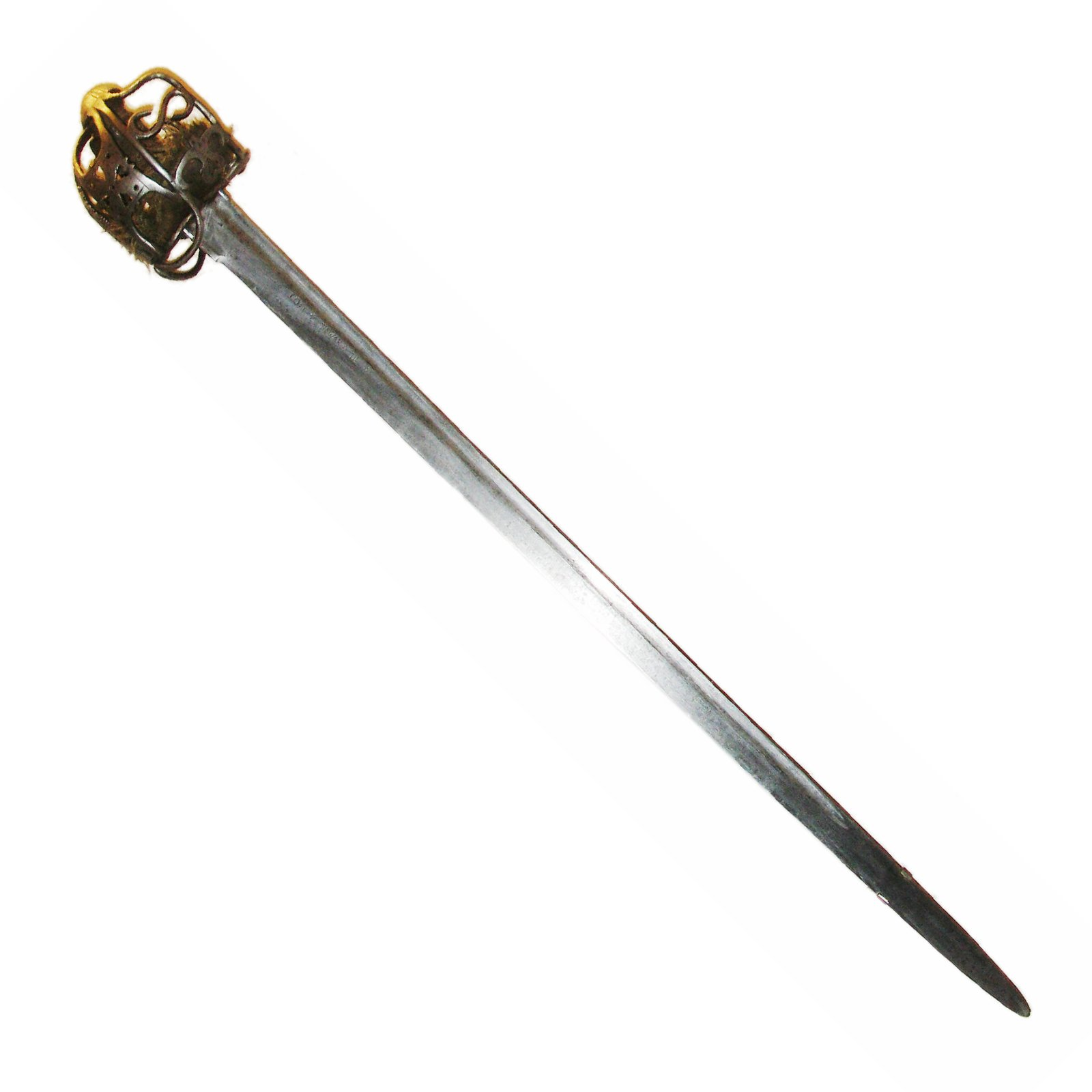
Палаш

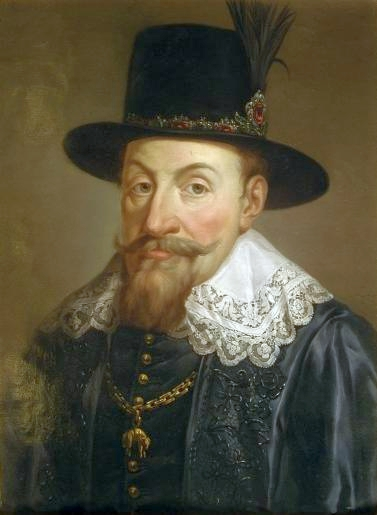
Марчелло Бачареллі. Сигізмунд III Ваза. XVIII ст.

Не завжди відносини між римо-католиками Любомля, іншими конфесіями та міською владою були задовільними. Після прийняття унії, вже на початку 17 століття, свій буйний характер показав Холмський канонік і декан, він же Любомльський плебан Каспер Мистковський. Наприклад, 21 червня 1607 року Любомльська міська управа скаржилася на плебана Мистковського, його вікарія, бакалавра і слуг за те, що вони вночі напали на міських сторожів і одному з них, Роману, нанесли рани, внаслідок чого він навіть не зміг з'явитися в суд, і пред'явили суду палаш, віднятий у патера. Скаржилися на плебана і євреї за те, що він нападав на їхні будинки, виламував двері і наносив побої їхнім близьким. У 1620 році жителі одного з містечок, не витримавши напруги, вбили Каспера Мистковського.
У скарзі від 29 липня 1638 року любомльські міщани скаржилися в суд вже на іншого ксьондза, Севастіана Андришевського, за несправедливе стягнення десятини. Греко-католицький єпископ Яків Суша писав, що деякі плебани, принісши неправдиву присягу по десятинній справі, раптово померли. Це сталось і з любомльським плебаном Андришевським.
Частина ксьондзів Любомльського костелу мала авторитет і була відома за межами округи. У Холмських гродських книгах згадується в 1647 році плебан костелу в місті Любомль Микола Свірський, який в той час займав також посади суфрагана Холмського, каноніка, вікарія з духовних справ, генерального офіціала Холмського і королівського секретаря.

### 18-19 століття
Костел неодноразово горів і перебудовувався. У 1731 році до нього із західного боку було добудовано ще один об'єм. Загалом, з 18 століття храм набув барокового вигляду і більше не перебудовувався, лише періодично проводились ремонти.
Головною святинею костелу був чудотворний образ Божої Матері з Дитятком, також відомий під назвою ікони Божої Матері Любомльської. У документах ікона вперше згадується у 1750 році.
При храмі знаходилось кладовище. У 1764 році поруч з костелом за кошти воєводи Волинської, старостини Любомльської Антоніни Жевуської була побудована дзвіниця. Вона мала три дзвони. Дзвонили перед всіма молебнями, на свята і при похоронах.

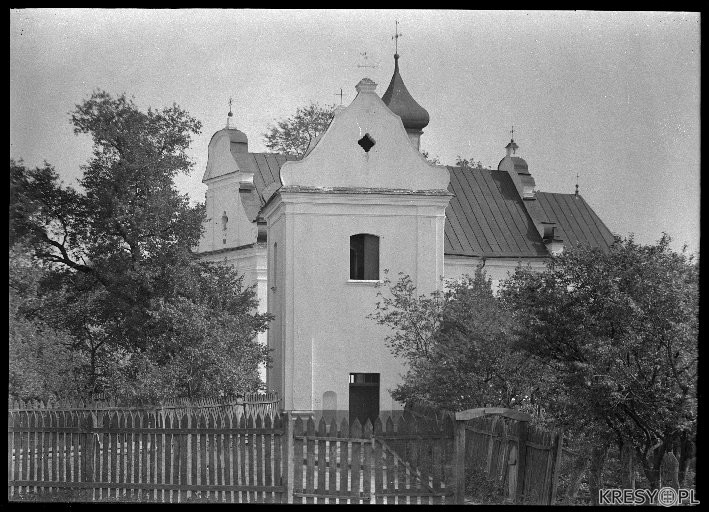
Костел Святої Трійці. 1925 рік

У візитації 1799 року, в якій описується костел, розповідається, що на передньому фасаді храму були розміщені дві глиняні таблиці, вкриті зеленою поливою. На тій, що вище, напис: «IN DOMINI IBIMUS», а на другій нижній — «CANTATE DOMINO CANTIEUM NOWUM». Це були два фрагменти одного напису, який приблизно перекладається так: «В оновленому Домі Божому вознеси хвалу Господу». Всього у храмі було 5 вівтарів. За результатами візитації декана у 1715 році записаний орган на вісім регістрів, що стояв на музичних хорах, які спирались на два муровані стовпи.
При любомльському костелі існувало Рожанцьове братство, засноване старанням суфрагана Холмського, Любомльського пробоща Свірського. Це братство не мало ніякого декрету на заснування, ні окремої фундації, а традиційно поповнювалось із внесків від ксьондзів, шляхти і міщан.
Крім пробоща і промотора до костельного штату належали органіст, ризничий і сторож. Згідно з документами за 1799 рік парафія мала у своєму складі одне містечко і 30 сіл. Парафіян налічувалось 1681 осіб. Річні витрати промотора на діяльність костелу в 1799 році становили 2203 злотих.
Під час пожежі у 18 столітті згоріло приміщення костельного шпиталю, яке розміщувалось по вулиці Матвіївській. Раніше у ньому мешкали вбогі, які мали при шпиталі сад і город, до 7 осіб. Більше приміщення шпиталю не відбудовувалось.
На північ від костелу стоїть споруджений у 18 столітті мурований стовп з нішею, у якій раніше перебувала фігура святого Яна Непомука.
У збірці документів костелу наприкінці 18 століття зберігались оригінали 5 візитацій та інші документи, але всі тільки за 18 століття.
До власності костелу здавна відносилось село Бір (нині Бірки), до обов'язків жителів якого входило багато повинностей. У 1841 році це село було забране від костелу російською владою і селяни стали державними.
Станом на 1884 рік храм мав 3562 парафіян.

### 20—21 століття

Ювілейний медальйон, випущений до 500-річчя костелу

У 1908 році кількість парафіян становила 5262 особи.
У жовтні 1910 року розпочався ремонт костелу, в період підготовки до святкування його 500-річчя. У 1912 році у святкуванні брали участь біскуп і 12 ксьондзів. На згадку про цю дату до північної стіни була прибудована капличка з написом та виготовлено ювілейний медальйон, який жінки носили на шиї разом з іншими прикрасами.

Марки з Любомльської серії поштових марок (1918) із зображенням костелу Святої Трійці

У 1918 році, в період австро-угорської окупації, Любомльський магістрат замовив у Празі серію марок з видами Любомля. На двох з них зображено костел Святої Трійці.
За період з Першої світової війни кількість парафіян при костелі значно зменшилась. Так, у 1931 році 1552 віруючих, а станом на 1935 рік — 2000. До парафії, окрім Любомля, ще належали 52 населених пункти, які розташовані на теренах сучасного Любомльського та Шацького районів.
16 липня 1944 року, ще до визволення міста від німецьких загарбників Червоною Армією, ксьондз Стефан Ящембський виїхав в Польщу, і костел залишився без господаря. Ксьондз забрав з собою чудотворний образ Божої Матері Любомльської, основні документи, книги і частину начиння.

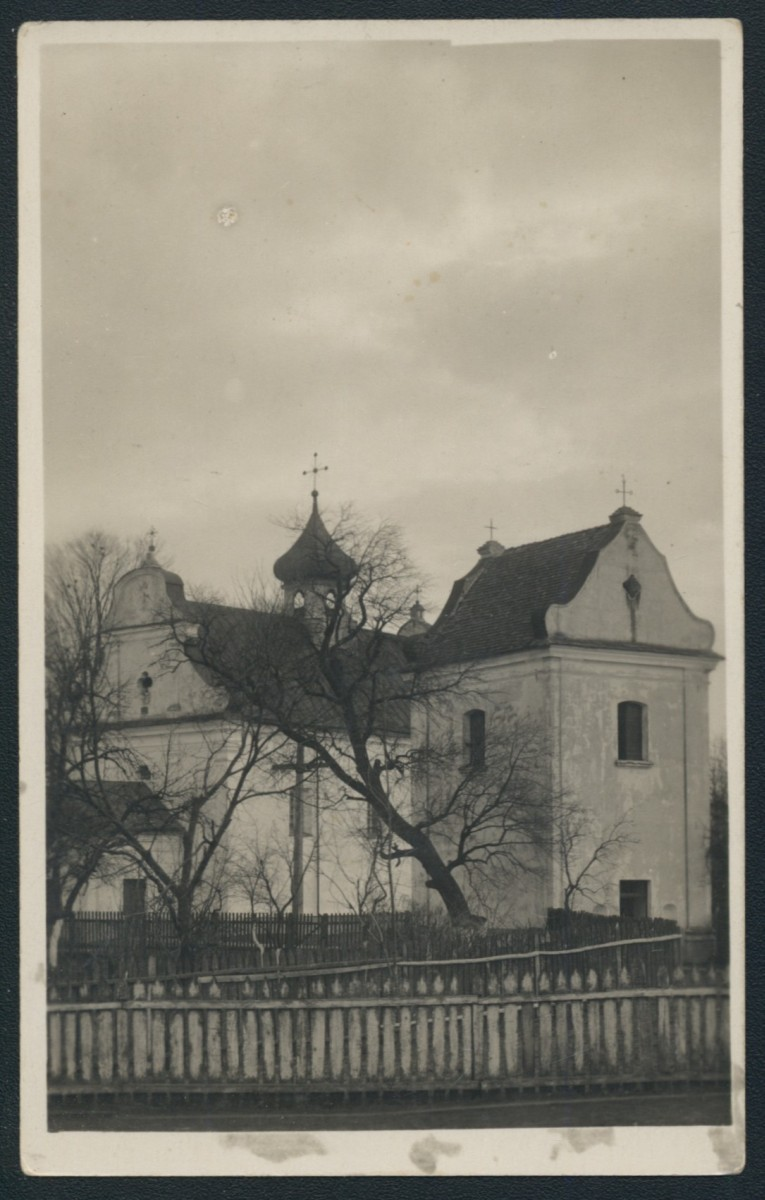
Костел Святої Трійці. Поштова листівка 15 червня 1934 року

Після 1945 року радянська влада пристосувала святиню під склад солі. Орган і вівтар були розбиті і знищені. Документація і книги, які не зміг вивезти ксьондз Ящембський, були передані в церкву Різдва Пресвятої Богородиці. Після закриття цієї церкви в 1961 році за вказівкою райкому комуністичної партії весь архів церкви і костелу був вивезений пожежниками за місто і спалений. Все це робилось під пильним наглядом і жодного документа не можна було врятувати.
Згідно з Генеральним планом забудови міста кінця 1940-х років у костелі мав розміщуватись музей.
Постановою Ради Міністрів УРСР від 29 березня 1956 року № 320 і повторною постановою Ради Міністрів від 24 серпня 1961 року № 970 костел і дзвіниця взяті під охорону держави.

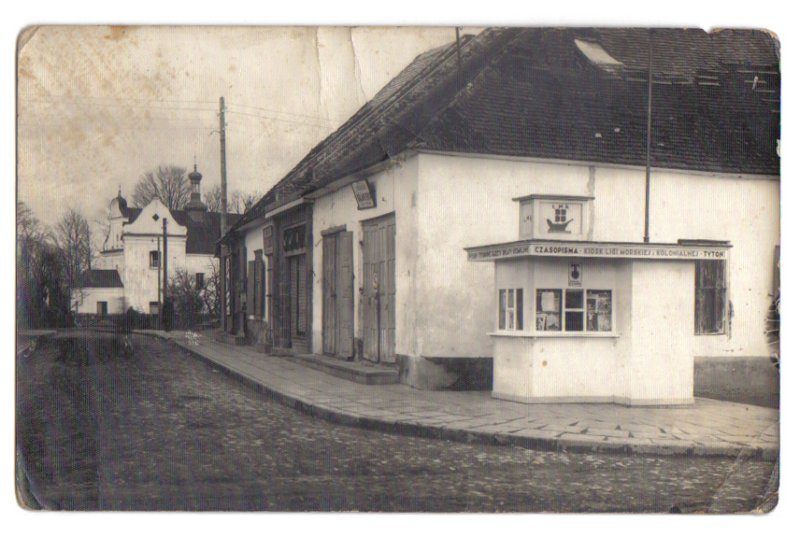
Вулиця Костельна (нині Самохіна). Вдалині видніється Костел Святої Трійці. 29 вересня 1935 року

Приблизно на початку 1960-тих років сіль із храму була вивезена.
У 1967 році у костелі розпочала реставраційні роботи Львівська міжобласна реставраційна майстерня. Але ця реставрація закінчилась тим, що була знята вся мідна бляха з покрівлі і викрадена. Місцеві жителі зайнялись пошуком скарбів. У вівтарній частині було пробито отвір у підземелля і розграбовано всі захоронення. Під час так званої «реставрації» було знято з сигнатурки дзвін з написом «JULIA», його розбили і поділили між собою, думаючи, що він із срібла. Було повністю розібрано бабинець і капличку, прибудовану в честь 500-річчя костелу, розбиті дві керамічні плити з написом на фасаді. Після цих варварських дій місцевий краєзнавець Дмитро Остапюк звернувся до прокуратури. Була відкрита кримінальна справа, частина псевдореставраторів була засуджена. Про це писала республіканська преса. Д. Остапюку вдалося зібрати частину речей з костелу і передати пізніше у створений Любомльський краєзнавчий музей. Ним же зроблено обміри підземелля і зафіксований підземний хід у південному напрямку.

Художній поштовий конверт з оригінальною маркою: «725 років від часу першої писемної згадки. М. Любомль»

У 1971 році затверджені рішенням облвиконкому межі охоронної зони. Проте, всередині була відкрита столярна майстерня і всі відходи зсипали в підземелля.
З 1971 по 1976 роки в костелі знову проводились реставраційні роботи. Були виготовлені круглі з свинцевою основою сотові вікна, замінені вхідні двері, зроблено бетонне склепіння і покритий бляхою дах. Разом з тим, була знищена фреска з розп'яттям у ніші на зовнішній стороні вівтаря.
У 1980 році там було заплановано відкрити спортивний зал, але справу не було доведено до кінця.
Після здобуття Україною незалежності, а саме у 1992 році, споруду повернули громаді римо-католиків Любомля, і тепер нею опікуються отці-францисканці з Ковеля. Тоді у костелі проводилися ремонтні роботи, зокрема, були замінені вікна і підлога. 14 червня 1992 року, на престольний празник Пресвятої Трійці, храм був освячений ксьондзом з Луцька Людвігом Камілєвським.
2 червня 1996 року в Любомль прибула копія чудотворного образу Матері Божої Любомльської. За кошти парафії села Поліхна Красницького повіту Люблінського воєводства, де нині зберігається оригінал ікони, виготовлено для любомльського храму три вівтарі.
Костел належить до Луцького деканату Луцької дієцезії Римо-Католицької Церкви в Україні. У наш час (2011 рік) кожної неділі та на великі свята у храмі проводяться богослужіння, які супроводжуються грою на електронному органі.
4 червня 2012 року в усіх відділеннях поштового зв'язку було введено в обіг та вважається дійсним для пересилання письмової кореспонденції художній поштовий конверт з оригінальною маркою: «725 років від часу першої писемної згадки. М. Любомль» (КОМ 245, ОМК 240). На конверті зображено костел Святої Трійці та є текст: «725 років від часу першої писемної згадки. М. Любомль», мікротекст: «УКРАЇНА UKRAINA». На марці зображено герб міста Любомль, текст — «УКРАЇНА UKRAINA 2012». Номінал марки становить 2,00 грн. Художниця Юліка Правдохіна. Тираж 500 тисяч примірників. Конверт з оригінальною маркою надруковано на ДП «Поліграфічний комбінат „Україна“ по виготовленню цінних паперів». Спецпогашення «Перший день» відбувалося 4 червня під час святкування 725-річчя міста на центральній площі Любомля.

## Архітектура

План костелу

### Костел
Храм, споруджений у 1412 році, був у готичному стилі. Костел неодноразово горів, як і все місто, та перебудовувався. У 1731 році до нього із західного боку було добудовано ще один об'єм. Стародавня частина споруди виконана в простих формах, без помітного декоративного вбрання. Декор добудованого фасаду має барокові риси, які частково відобразились і на стародавньому об'ємі. З 18 століття храм набув барокового вигляду і більше не перебудовувався, лише періодично проводились ремонти. Це цегляна, однонефна споруда з напівкруглою апсидою. Накритий костел високим двосхилим дахом з сигнатурою, склепіння не збереглися. Головний фасад завершений двоярусним бароковим фронтоном плавного абрису з бічними волютами. Зберігся частково ренесансний портал. Вівтарем храм зорієнтований на схід.
Костел потребує ґрунтовної реставрації. Сіль, яка раніше зберігалась у храмі, настільки проникла в стіни, що центральну частину важко штукатурити і в наш час. Нині тинькований лише західний об'єм, прибудований у 1731 році, стародавня частина споруди нетинькована.

### Дзвіниця

План дзвіниці

Дзвіниця, розташована поруч з костелом, споруджена у 1764 році. Вона цегляна, прямокутна в плані, двоярусна, з високим крутим двосхилим дахом і бароковими фронтонами. На фасадах — ніші. Наскрізний прохід до костелу створює внутрішній простір з прямокутними нішами.
У 1990-тих роках, коли храм повернули римо-католикам, дзвіницю переобладнали під приміщення для ксьондза. Наскрізний прохід до храму через дзвіницю закрили. З південного боку його замурували, а з північного встановили двері. Три отвори, через які линув дзвін, закрили металопластиковими вікнами, а четвертий (з південного боку) замурували.

## Святині

### Любомльська ікона Божої Матері

Прибуття в Любомль копії ікони Любомльської Божої Матері. 2 червня 1996

Чудотворний образ Божої Матері з Дитятком, також відомий під назвою ікони Божої Матері Любомльської, був головною святинею костелу.
Перші документальні згадки про ікону від 1750 року. У візитаційному документі вказано, що в 1734 році у костелі був встановлений новий рожанцевий вівтар, за кошти Мартина Бродовського, Теребовлянського чашника і головного економа Любомльського староства, і що в тому вівтарі знаходилась ікона Лоретанської Божої Матері з Господом Ісусом. Ця ікона знаходилась в Любомльському костелі до 16 липня 1944, поки її не вивіз у Польщу любомльський пробощ Стефан Ящебський, який пізніше передав образ до костелу села Поліхна Красницького повіту Люблінського воєводства, де ікона зберігається і нині.
У 1993 році в лабораторії музею Люблінської архідієцезії була проведена реставрація ікони. Розмір ікони 108х72 см. Образ датований початком 17 століття. У своїй праці мистецтвознавець Петро Кондратюк визначив ікону як Лоретанську Божу Матір, що є єдиним зображенням на Волині.
2 червня 1996 року в Любомль прибула копія чудотворного образу Матері Божої Любомльської, виготовлена коштами парафії Поліхни. А 27 серпня 1996 року ікону помістили в новий вівтар, також подарований спільноті парафією з Поліхни.

### Летичівська Богородиця

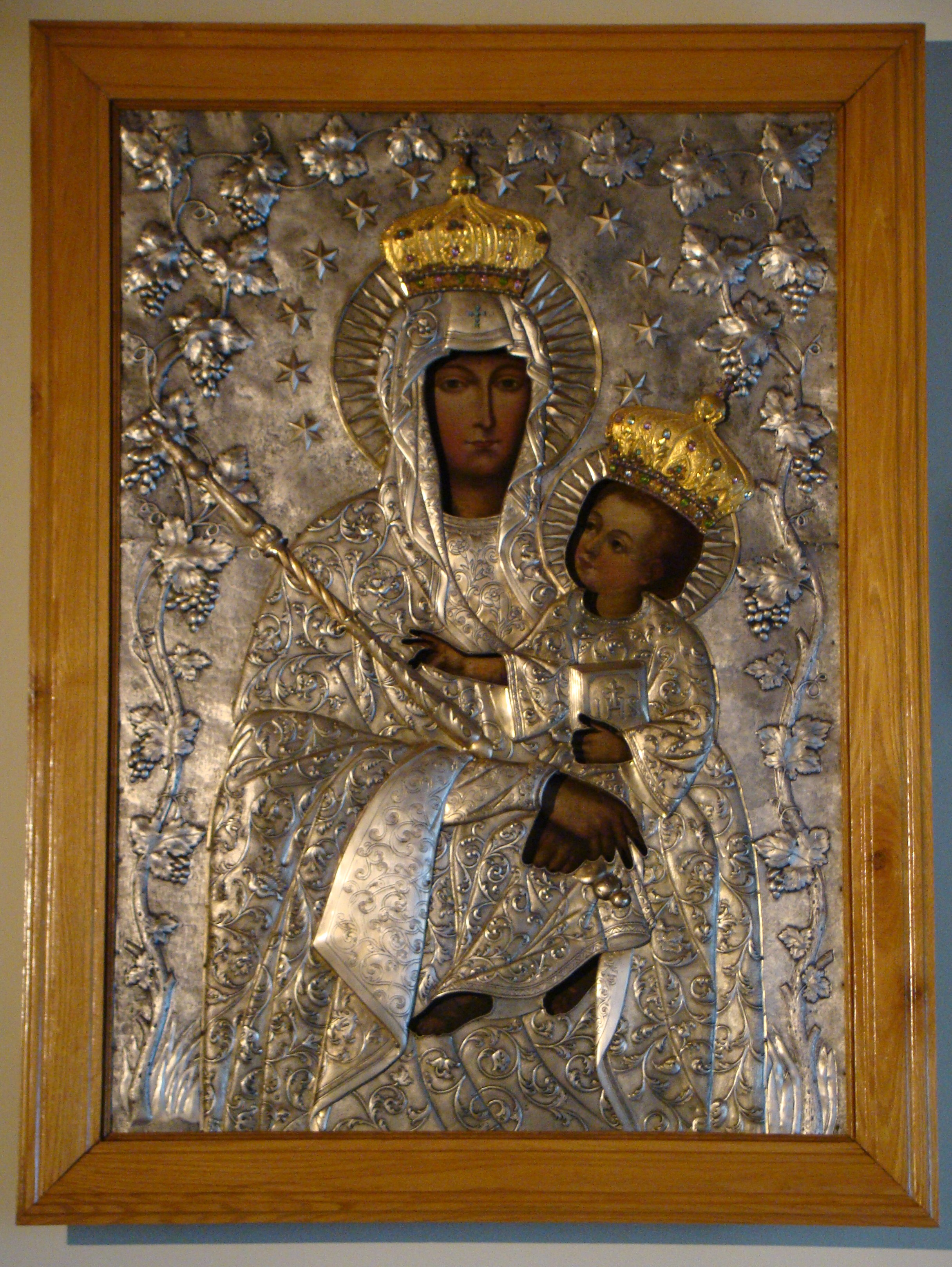
Ікона Летичівської Богородиці, анонім, початок 16 століття

У любомльському костелі деякий час перебувала відома святиня — чудотворна ікона Божої Матері Летичівської. Поляки в 1920 році, під час боїв з Червоною Армією, вивезли її з міста Летичів на Поділлі у Варшаву. Після встановлення нових державних кордонів жителі Поділля і Волині на чолі з Станіславом Ковнецьким вважали, що місце чудотворного образу повинне бути на Кресах, і звернулися до єпископа Адольфа-Петра Шельонжека — керівника Луцької дієцезії — з проханням повернути образ на Волинь.
Так, як після пожежі катедри в Луцьку, що сталася в 1924 році (згорів тоді чудотворний образ Луцької Божої Матері), в храмі не було відповідного вівтаря, ксьондз-єпископ Шельонжек постановив тимчасово помістити Матір Божу з Поділля в найстарішому на Волині костелі Святої Трійці в Любомлі.
У п'ятницю, 19 грудня 1930 року, образ був взятий у Варшаві і з спеціальною делегацією з трьох волинських ксьондзів наступного дня прибув до Любомля. Урочисте впровадження чудотворної ікони до костелу відбулося в день святого Стефана, 26 грудня 1930 року. Варту за іконою було довірено місцевому пробощу ксьондзу Стефану Ящембському, Любомльському деканові.
Нестача фінансових коштів, що спричинилась світовою господарською кризою, не дозволяла виконати в запланований термін вівтар у Луцькій катедрі. Незважаючи на це, єпископ Шельонжек постановив перевезти Богоматір Поділля до катедри 18 листопада 1935 року. У супроводі капеланів чудотворний образ Летичівської Богоматері був перевезений автомобілем з Любомля до Луцька і поміщений у великому вівтарі катедри.
Нині ікона Матері Божої Летичівської знаходиться у місті Люблін Республіки Польща.

## Пожежі костелу
Місто Любомль неодноразово горіло, бо було забудоване в основному дерев'яними будинками. Разом з містом горів і костел, але, будучи мурованим, швидко відновлювався. Пожежі ставались в такі роки:
- 1473
- 1609
- 1619
- 1631
- 1639
- 1672
- 1728
- 1750 і т. д. роках[12].

## Пожертви на костел

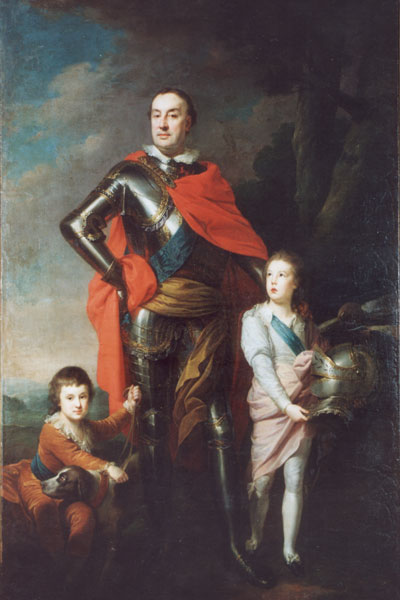
Йоганн Баптист Лампі Старший Францішек Ксаверій Браницький з дітьми. Після 1785 року

У магістратських книгах Любомля 18 століття відмічено, що храми міста мали багато пожертвувань. Проте за кількістю і величиною пожалувань перше місце серед храмів належало парафіяльному костелу, бо там пожертвування здійснювали не тільки посполиті, а й непоодинокі шляхтичі. Серед тих останніх виділяється запис Овруцького підчашого Гримали, зроблений в 1762 році. Померлий в 1748 році князь Стефан Збаразький Воронецький також заповідав частину коштів на костел в Любомлі. Безумовно, пожертви здійснював і будівничий костелу польський король Владислав II Ягайло, і воєвода Волинська, старостина Любомльська Антоніна Жевуська, коштом якої спорудили дзвіницю, і граф Францішек Ксаверій Браницький.

## Список настоятелів
- Горіан
- Плебан Каспер Мистковський, з 1607 по 1620 рр.
- Севастіан Андришевський, 1638 р.
- Микола Свірський, 1647 р.
- Якуб Мазуркевич, 1770 р.
- Павло Антоній Папроцький, 1773 р.
- Кароль Багория Заінський, 27 червня 1792 р. презентований на пробощство Любомльське Великим Коронним Гетьманом Францішком Ксаверієм Браницьким.
- Промотор Войцех Воргульський, з 24 серпня 1789 р.
- Вікарій Кипріан Виринський, з 10 березня 1796 р.
- Адміністратор Олександр Пуціловський, 1873–1881 рр.
- Адміністратор Юліан Дзякевич, 1901 р.
- Адміністратор Казимір Седлецький, 1908 р.
- Декан Стефан Ящембський, 1910–1912 рр., з 1920 р. по 16 липня 1944 р.
- Роджер Мулярчик, 1992–1997 р.
- Маріуш Уніжицький, з 2001 р. по 2002 р.[2]
- Августин Сіцінський, з 2007 р. по 2011 р.
- Валентин Ролінгер, з 2011 і донині.

## Легенди
- Щодо будівництва мурованого костелу існує легенда, яка відома у кількох варіантах:
  - Після перемоги під Грюнвальдом Ягайло разом зі своїми лицарями поверталися додому. Перед Бугом їх наздогнали та оточили татари. Король почав благати Матір Божу про допомогу. Явилася Матір Божа, укріпила сили хоробрих лицарів і перемогли вони татар. А король повелів на тому місці збудувати храм[4].
  - Після перемоги під Грюнвальдом, коли польські і литовські лицарські хоругви верталися до своїх залишених замків, волинські князі поверталися разом з королівською хоругвою. На гірці під Любомлем дійшло до кривавої сутички з дикими татарами. Король перелякався, і дивлячись на небо сказав: «Пресвята Трійця, збережи нас, а на вічні часи дарую Тобі тут костел». Так воно і сталося. Перемога сприяла тому, що король швидко подарував Любомлю костел під назвою Святої Трійці[2].
- Ще одна легенда розповідає про те, що у підземеллі костелу була похована сестра короля Ягайла Олександра, яка тоді проживала тут і по вказівці короля будувала костел. У 1967 році, коли псевдореставратори пробили отвір у підземелля і розграбували всі поховання, там було знайдене багате захоронення жінки у зеленому шовковому одязі, що, можливо, підтверджує цю місцеву легенду[2].

## Галерея

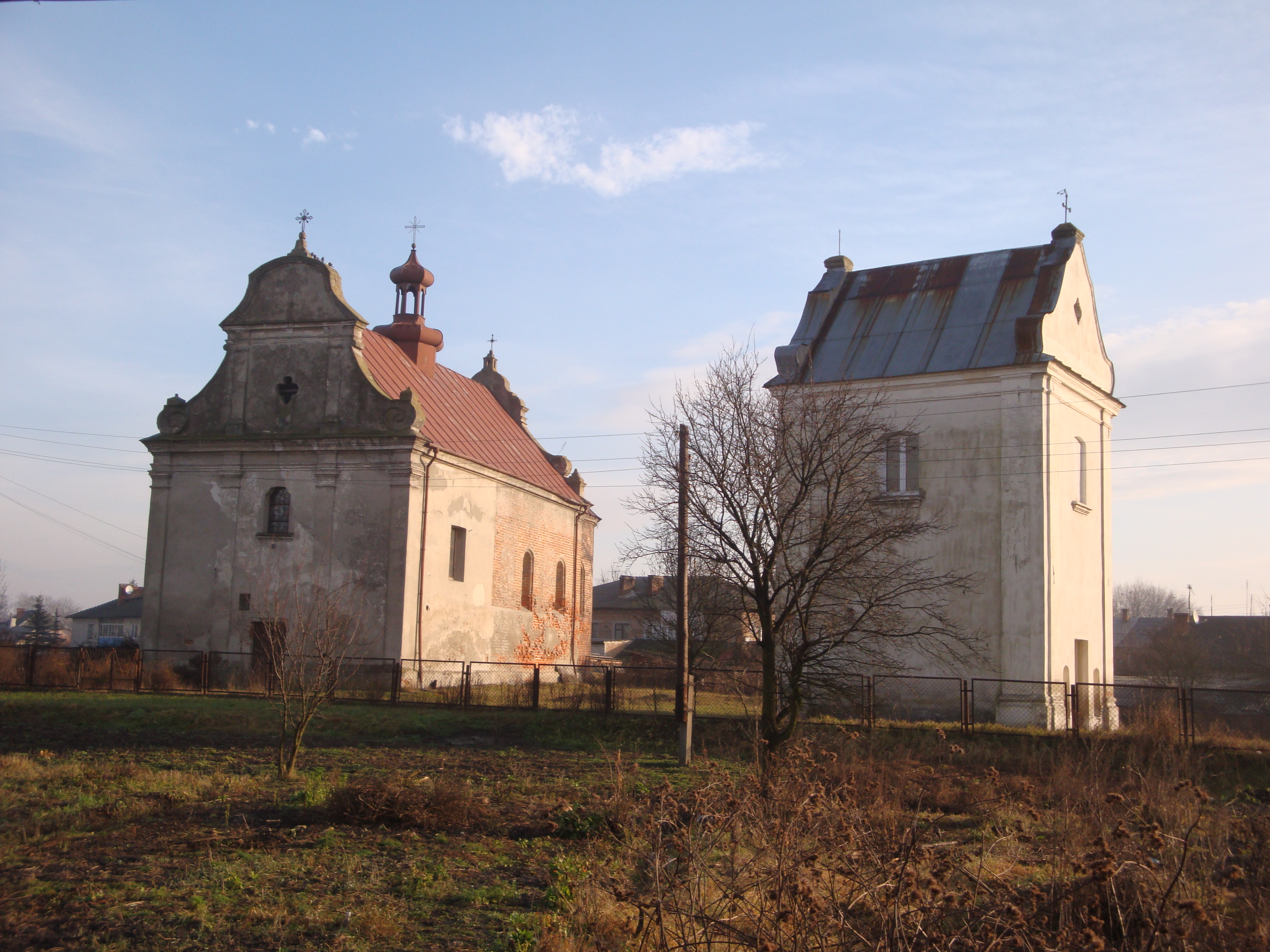
Костел Пресвятої Трійці з двіницею
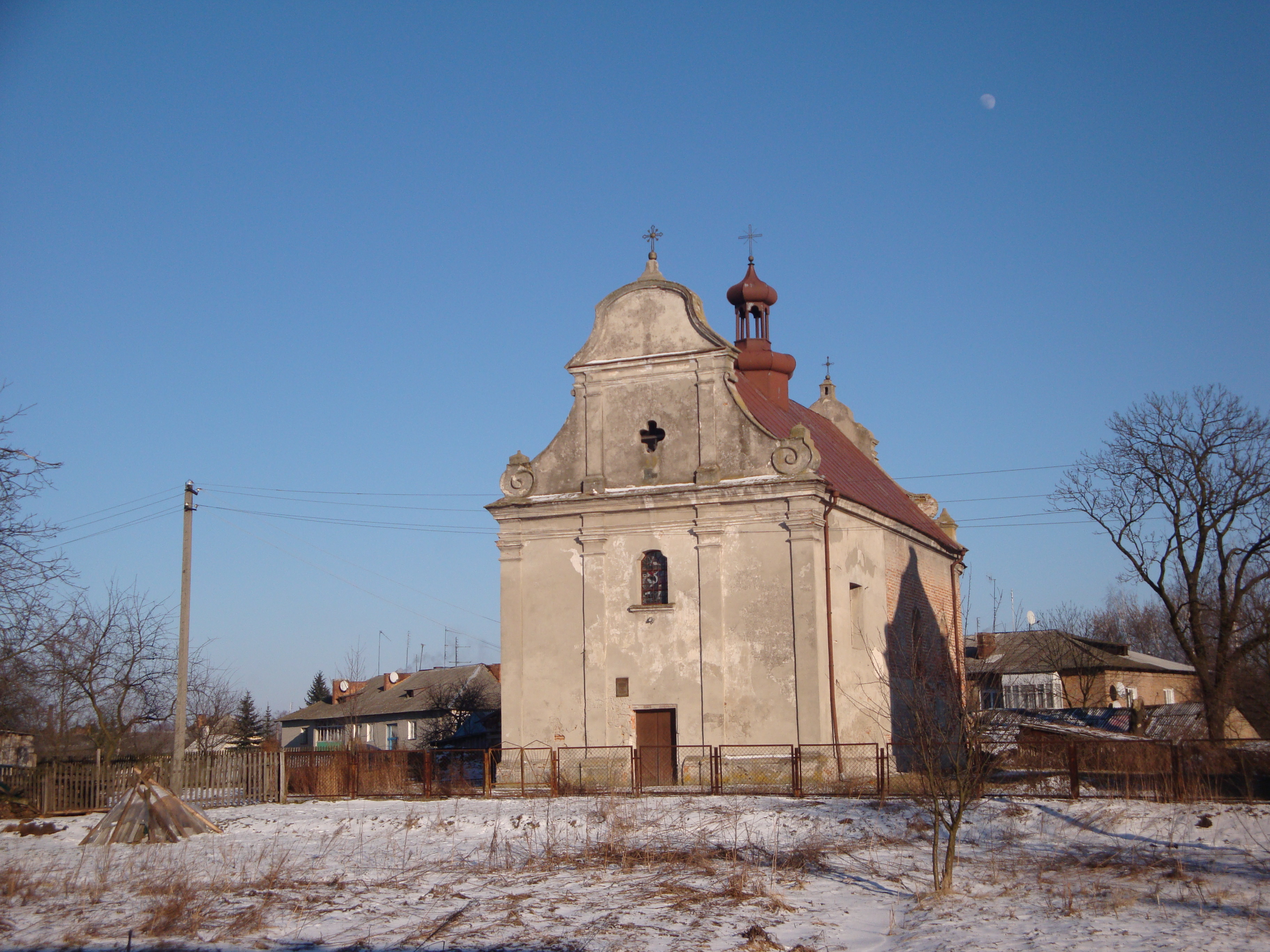
Храм з південно-західного боку
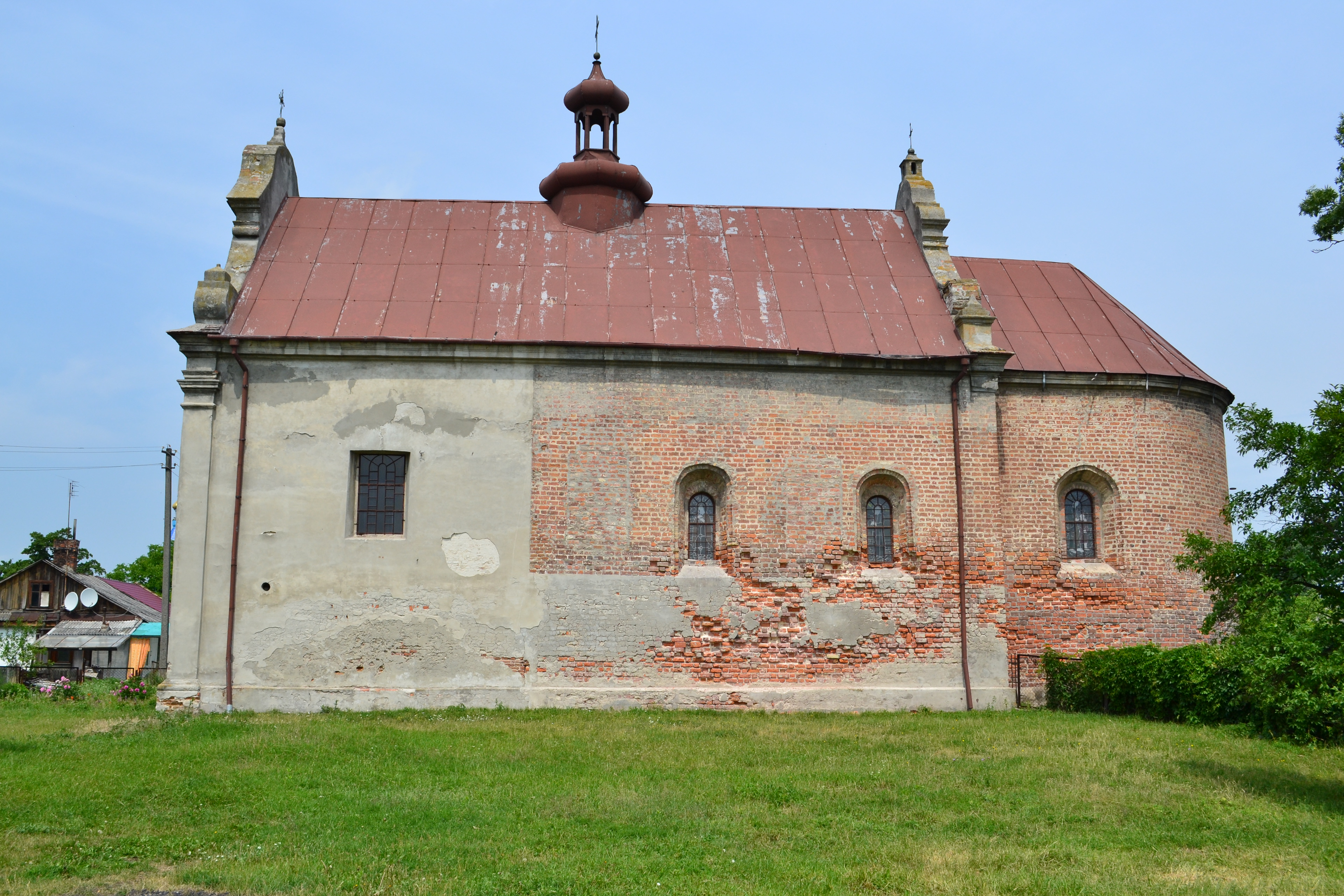
Південна сторона костелу
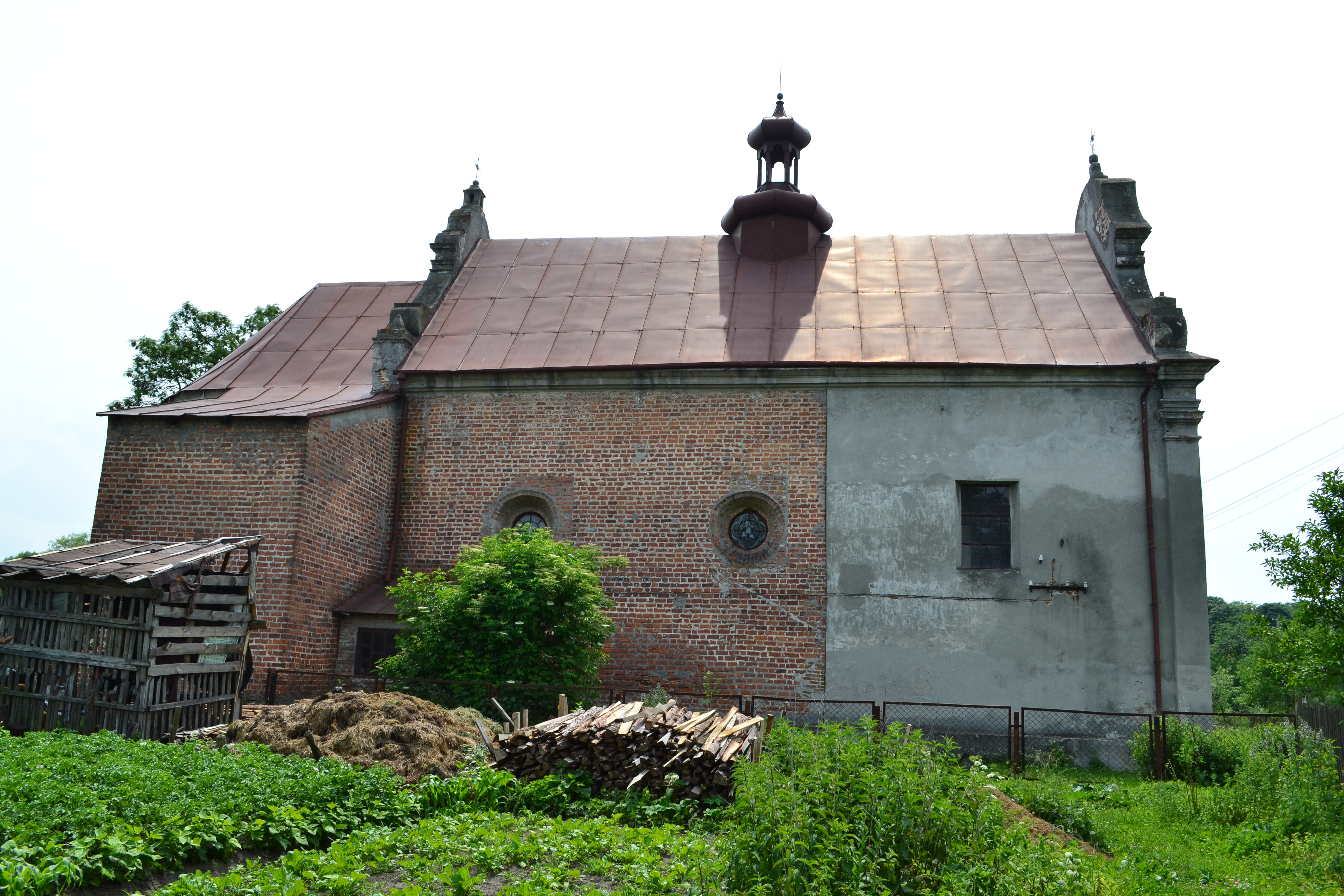
Північна стіна храму
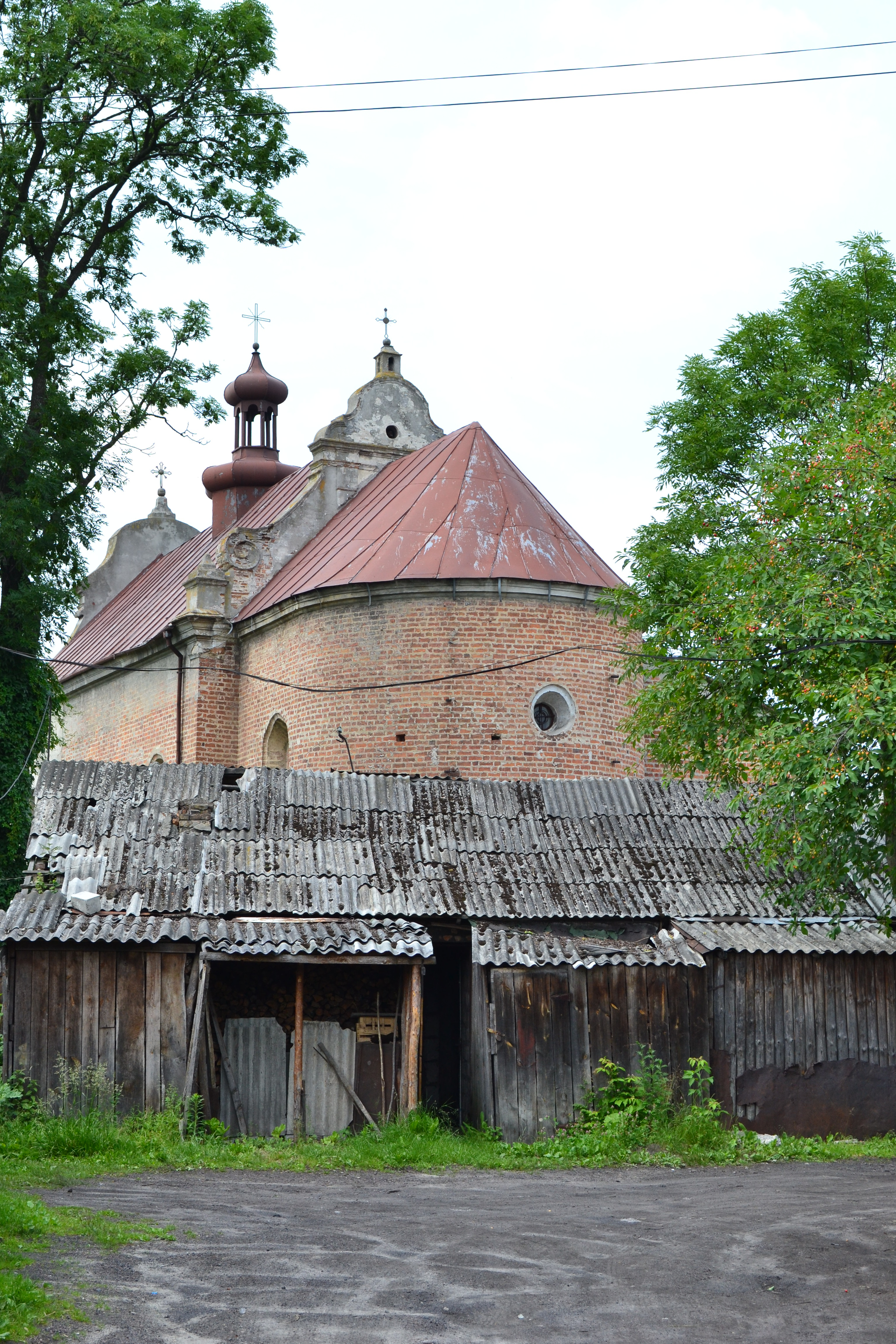
Костел з південно-східного боку
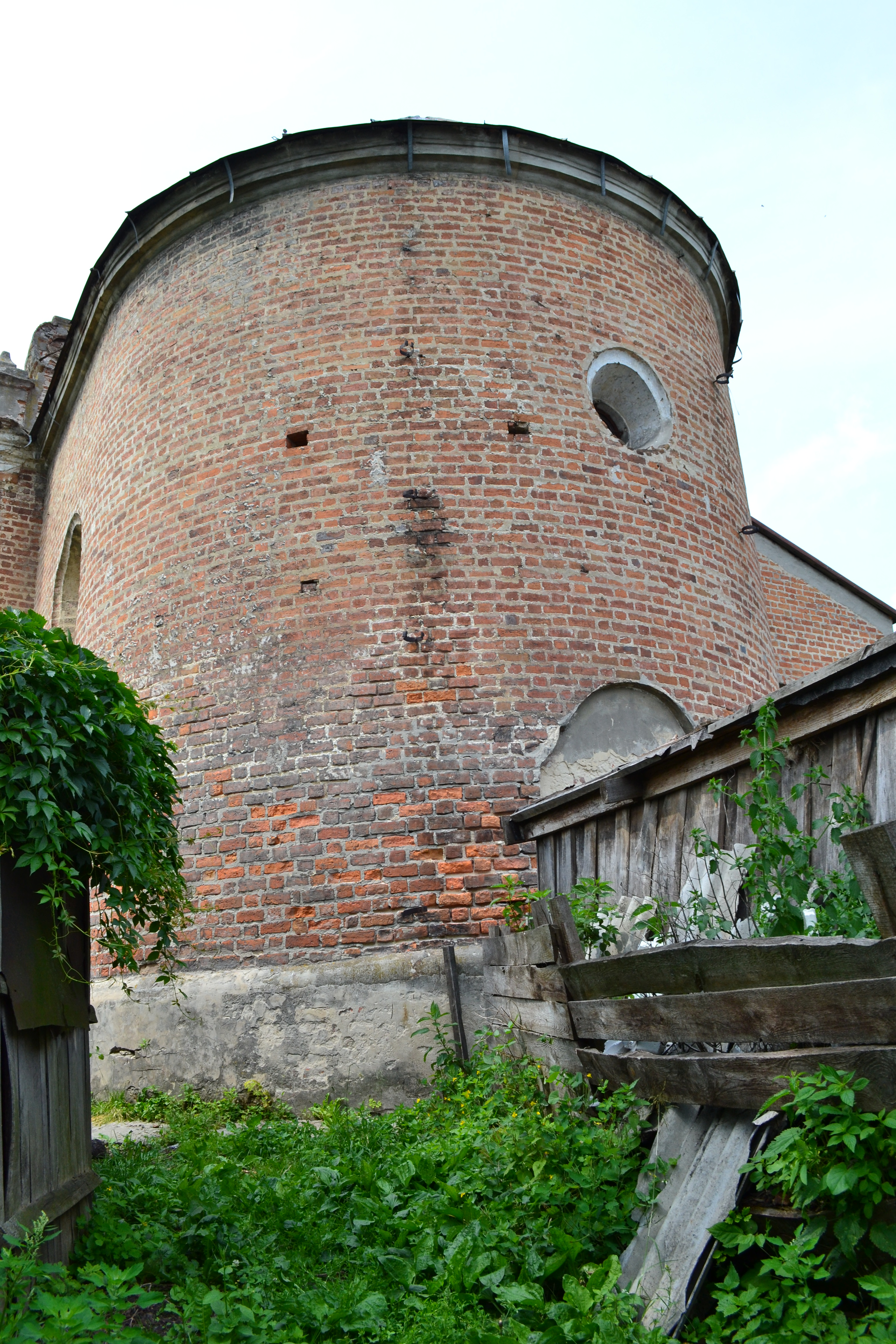
Абсида храму. Вигляд з південно-східного боку
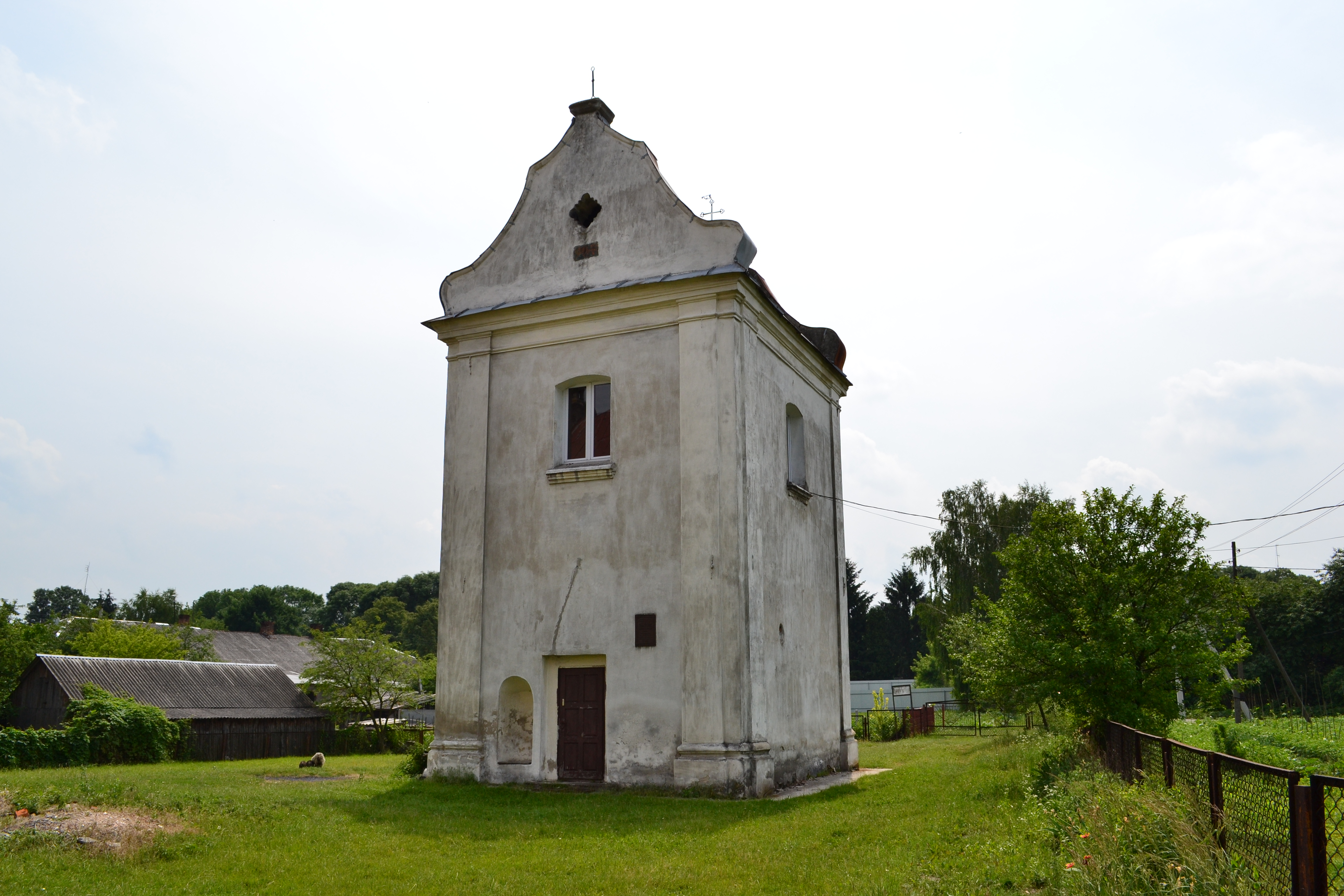
Дзвіниця костелу. Вигляд з північно-західного боку
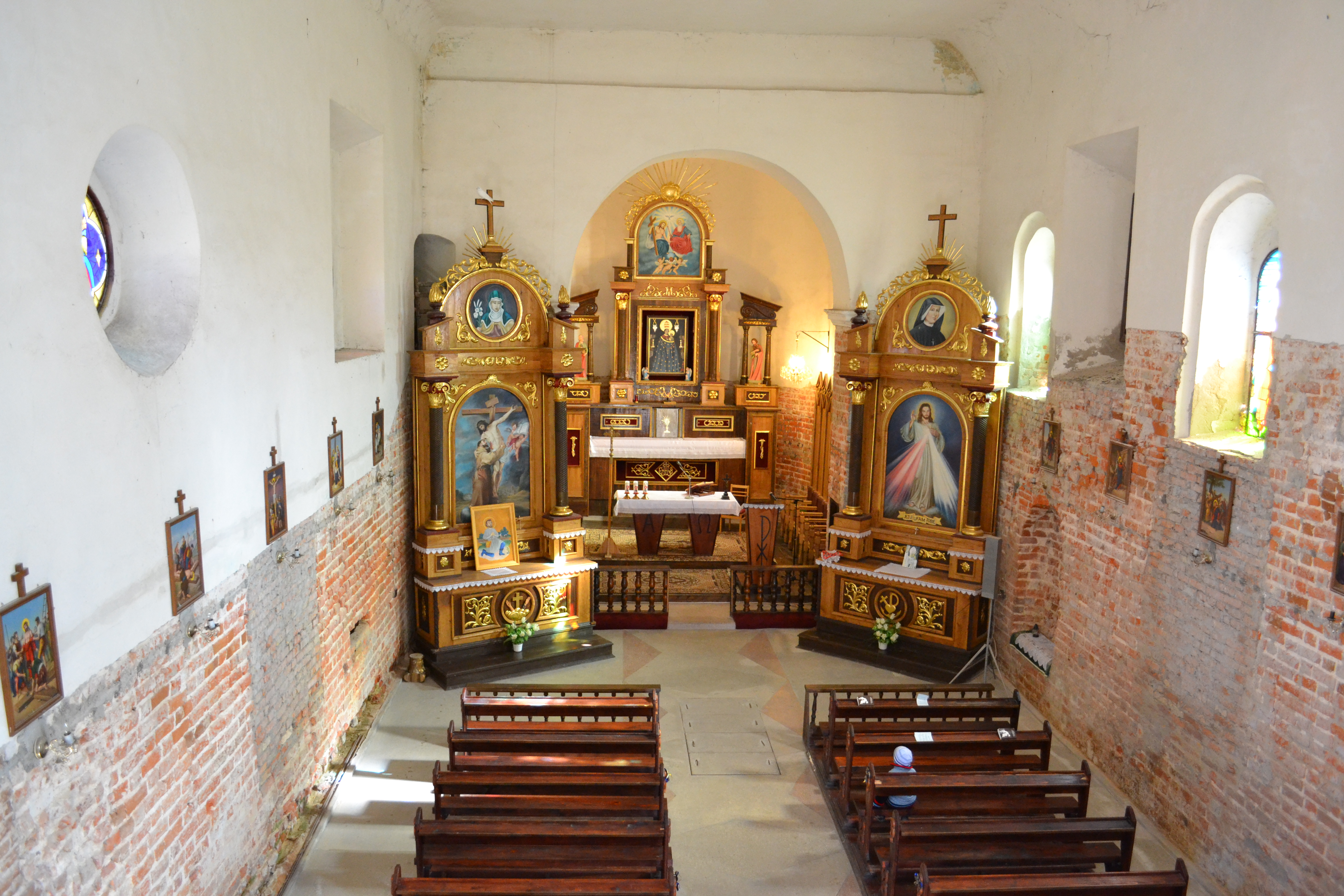
Внутрішній вигляд храму
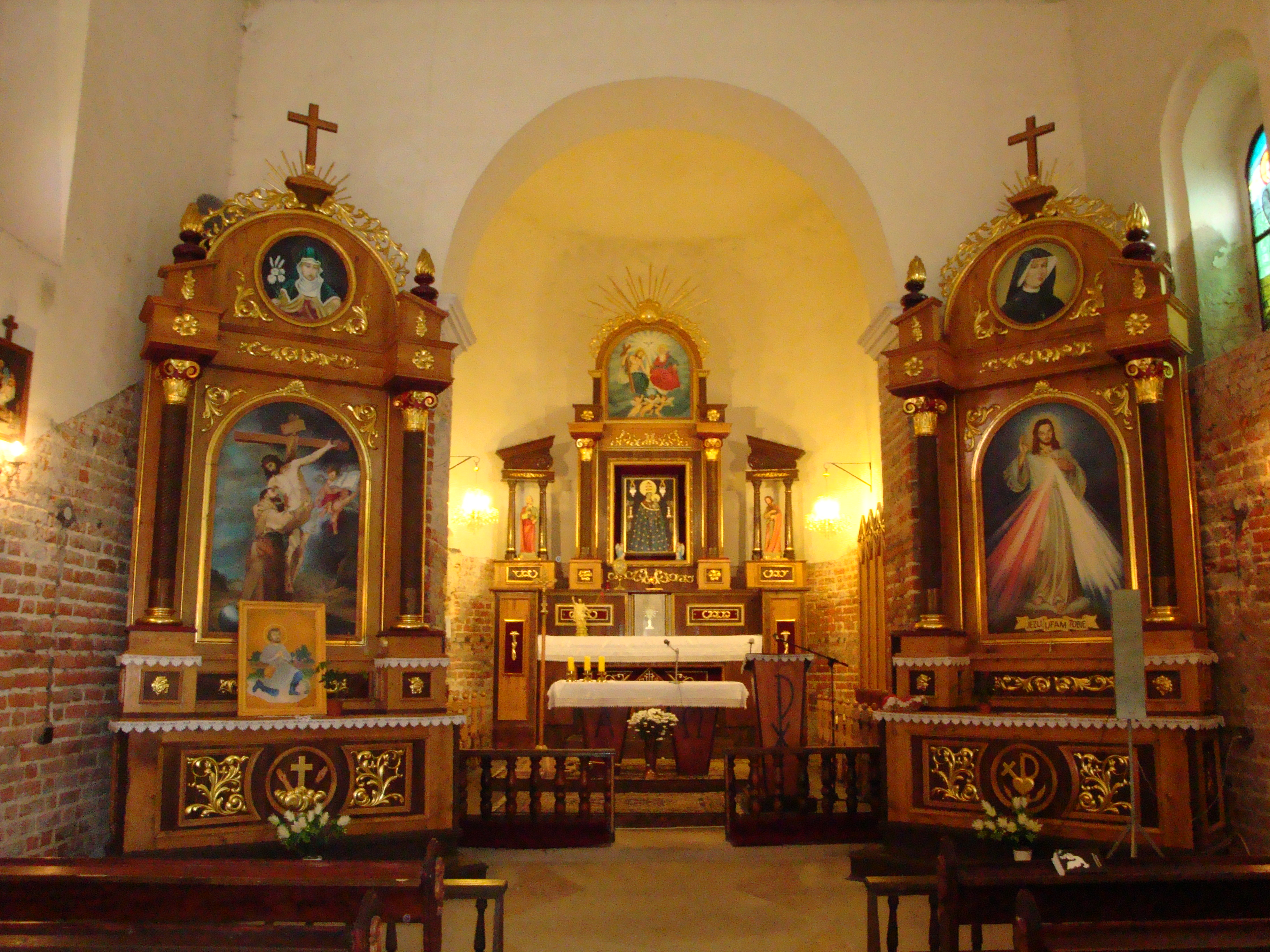
Вівтарі Троїцького костелу
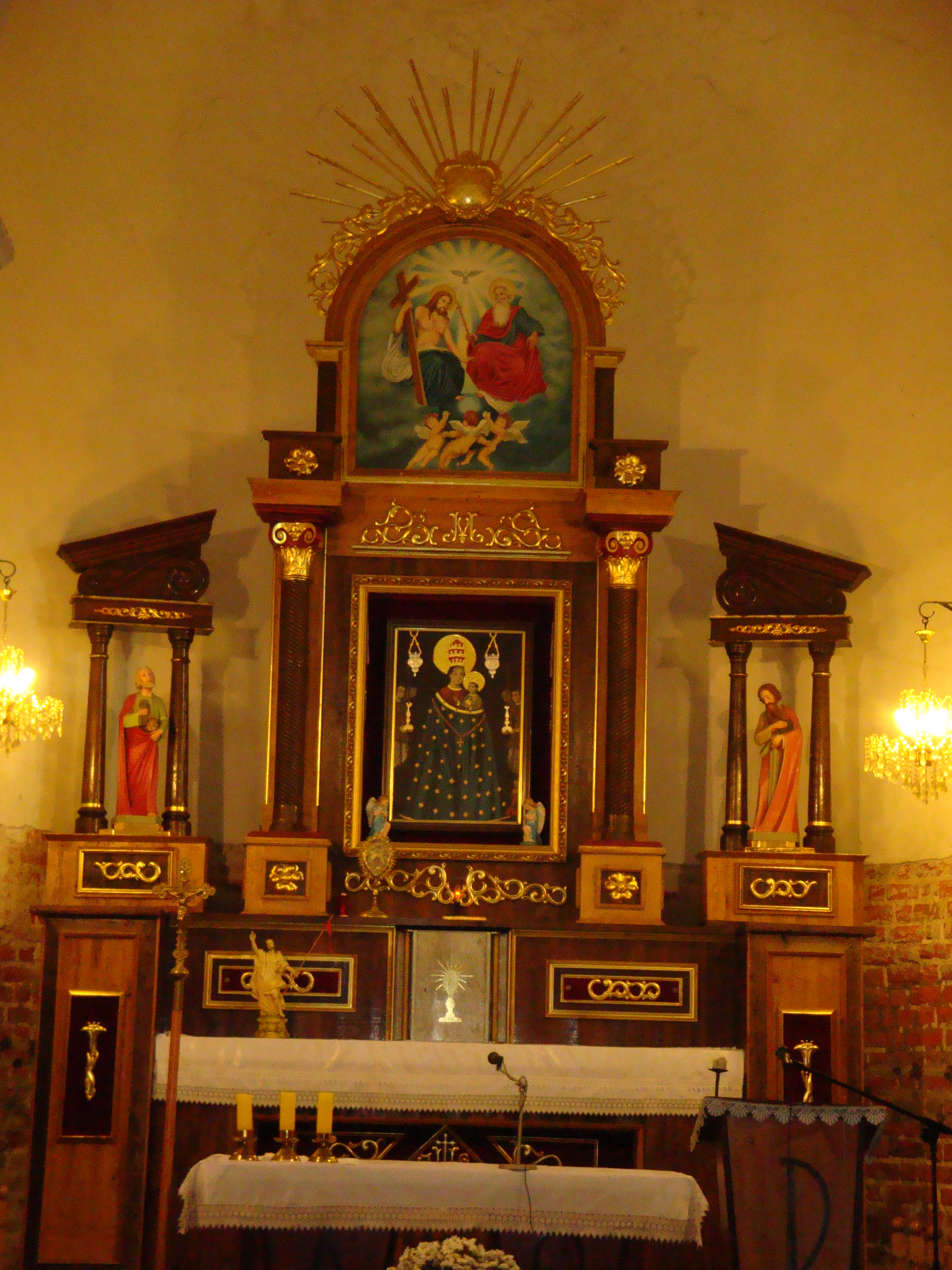
Центральний вівтар з копією ікони Матері Божої Любомльської
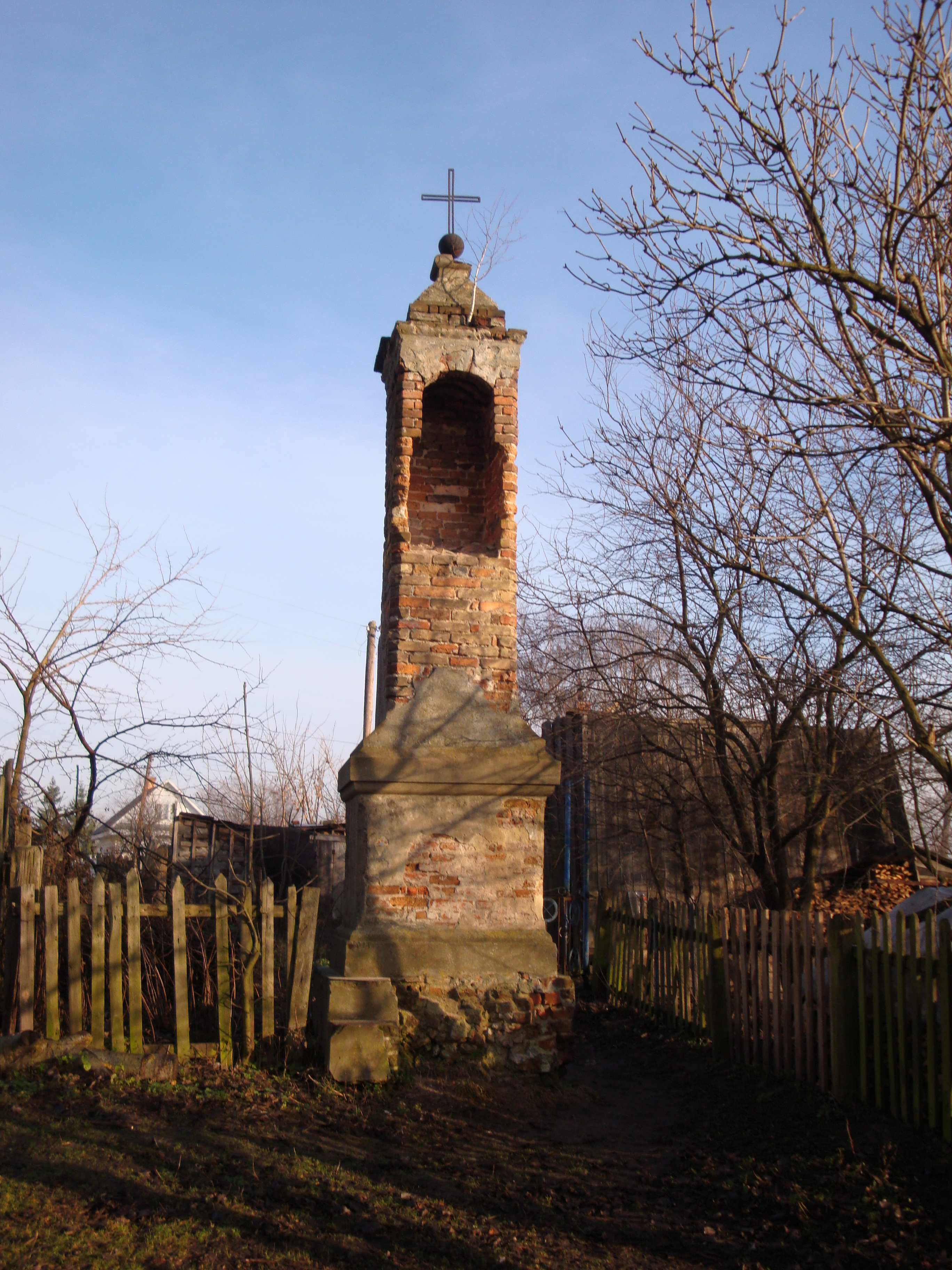
Стовп святого Яна Непомука, розміщений на північ від костелу

## Інтернет-джерела
- Аматорський історично-краєзнавчий короткометражний фільм «Костел Святої Трійці в Любомлі — видатна пам'ятка архітектури»
- Ірина Магдиш. Любомль і околиці // Ірина Магдиш. Шляхами Волині [Архівовано 5 вересня 2016 у Wayback Machine.]
- Любомль.ком. Костел Святої Трійці (процитовано 11 лютого 2010 року)
- Wołanie z Wołynia. [Архівовано 24 лютого 2010 у Wayback Machine.] (укр.) (пол.)
- Pielgrzymki. Galeria fotografii. // Rymacze. Królewska wieś na Wołyniu[недоступне посилання з липня 2019]. (пол.)
- Офіційний сайт Управління культури і туризму Волинської облдержадміністрації. Пам'ятки містобудування і архітектури Волинської області
- Справочник «Памятники градостроительства и архитектуры Украинской ССР» [Архівовано 5 березня 2016 у Wayback Machine.] (рос.)